# 화산만큼 사랑해
"화산만큼 사랑해"(영어: Fire of Love)는 2022년 개봉한 다큐멘터리 영화로, 세라 도사가 감독을 맡았다. 프랑스의 화산학자 부부 카티아와 모리스의 삶을 소재로 한 작품이다. 2022년 선댄스 영화제에서 전 세계 최초로 공개되었다. 제95회 아카데미상(2023년) 장편 다큐멘터리 영화상 후보작이다.